# Chen Yi (politico)
Chen Yi (cinese semplificato: 陈毅; cinese tradizionale: 陳毅; pinyin: Chén Yì; Lezhi, 26 agosto 1901 – Pechino, 6 giugno 1972) è stato un politico e generale cinese.

## Biografia
Nato a Lezhi, nei pressi di Chengdu (provincia di Sichuan), da una famiglia relativamente agiata, si iscrisse al Partito Comunista Cinese prima dello scoppio della Seconda guerra sino-giapponese (1937-1945) e qui conobbe Lin Biao, divenendone amico. Durante il conflitto, all'inizio del 1941, divenne comandante della Nuova Quarta Armata, comandata dai comunisti dopo che il primo comandante, il generale Ye Ting e il suo vice Xiang Ying, furono arrestati per via dell'Incidente di cui si rese protagonista l'omonima armata. Quindi prese parte alla Guerra civile cinese quando questa ricominciò in molte aree già nell'agosto 1945, quando la guerra con il Giappone era ancora in corso. Inizialmente locato nello Shandong, fu poi protagonista della conquista della zona dello Chang Jiang nel 1948-49.
Con la fondazione della Repubblica Popolare Cinese, divenne sindaco di Shanghai e, nel 1954, anche vice primo ministro (carica che terrà fino alla morte). Nel 1955 fu tra i veterani della guerra civile ad essere nominato maresciallo dell'Esercito Popolare di Liberazione. Nel 1958, venne chiamato a Pechino, dove sostituì Zhou Enlai come ministro degli Esteri. Fra il 1961 e il 1969 fu anche presidente dell'Università cinese degli affari esteri. Allo scoppio della Rivoluzione culturale, nel 1966, venne criticato dai settori più estremisti delle Guardie rosse, ma non fu sollevato dall'incarico. Morì il 6 giugno del 1972.